# جولیانو دا سانگالو
 جولیانو دا سانگالو (انگلیسی: Giuliano da Sangallo؛ ۱۴۴۳ – ۱۵۱۶) یک معمار، مهندس، و مجسمه‌ساز اهل ایتالیا بود.